# 라스 크리스텐슨
라르스 크리스텐센(Lars Christensen, 1884년 4월 6일 ~ 1965년 12월 10일)은 미국에서 활동한 노르웨이 출신 선박 기업가이다.
선박업자로 활동한 그는 지난날 청년 시절 탐험가로도 활동하였으며 남극 지구 횡단을 하기도 하였다.